# Web il coraggioso
Web il coraggioso (Tension at Table Rock) è un film del 1956 diretto da Charles Marquis Warren.
È un western statunitense con Richard Egan, Dorothy Malone e Cameron Mitchell. È basato sul romanzo del 1954 Bitter Sage di Frank Gruber.

## Produzione
Il film, diretto da Charles Marquis Warren su una sceneggiatura di Winston Miller e un soggetto di Frank Gruber, fu prodotto da Sam Wiesenthal per la RKO Radio Pictures e girato nell'Iverson Ranch a Chatsworth, nel Melody Ranch a Newhall e nel Red Rock Canyon State Park a Cantil, in California, dal 29 febbraio all'aprile del 1956. Il brano della colonna sonora The Ballad of Wes Tancred, cantato da Eddy Arnold, fu composto da Robert Wells (parole) e Josef Myrow (musica).

## Distribuzione
Il film fu distribuito con il titolo Tension at Table Rock negli Stati Uniti dal 3 ottobre 1956 al cinema dalla RKO Radio Pictures.
Altre distribuzioni:
- in Germania Ovest nel 1957 (Blut an meinen Händen)
- in Finlandia l'8 marzo 1957 (Revolveri on laki)
- in Svezia il 1º aprile 1957 (En kula i ryggen)
- in Portogallo il 10 luglio 1957 (O Terror Desceu à Cidade)
- in Austria nell'ottobre del 1957 (Blut an meinen Händen)
- in Danimarca il 9 dicembre 1960 (En kugle i ryggen)
- in Brasile (Marcados pela Violência)
- in Spagna (Ansiedad trágica)
- in Francia (Tension à Rock City)
- in Grecia (Agnostos apo makryni politeia)
- in Grecia (Epikirygmenos apo 5 politeies)
- in Italia (Web il coraggioso)
- in Norvegia (Spenning i Table Rock)